# Santa Severa
Santa Severa ist ein Ortsteil von Santa Marinella und von Tolfa in der Metropolitanstadt Rom.
Santa Severa ist ein Badeort am Tyrrhenischen Meer. Es ist der Nachfolgeort der etruskischen Hafenstadt Pyrgi.

## Geschichte
Pyrgi wurde im 3. Jahrhundert v. Chr. zur römischen Kolonie. Am Strand dieser Stadt soll 298 n. Chr. das christliche Mädchen Severa ihr Martyrium erlitten haben. Sie wurde zur Ortspatronin. Seit 850 ist der Name Santa Severa statt Pyrgi verbrieft.
Im 9. Jahrhundert entstand die Burg an der Küste. Das dazugehörige befestigte Dorf nimmt ca. ein Drittel der römischen Kolonie ein. Die Reste des antiken Hafens liegen vor der Burg unter Wasser. Südlich von Santa Severa wurden seit 1954 drei Tempel des etruskischen Pyrgi ergraben.
Nördlich des mittelalterlichen Dorfs entstand nach dem Zweiten Weltkrieg eine Wohn- und Feriensiedlung entlang des Strandes, der sich bis Santa Marinella erstreckt. Der Teil der Siedlung östlich der Bahnstrecke gehört zum Gemeindegebiet von Tolfa. Santa Severa hat einen Bahnhof an der Regionalbahnstrecke FR5 von Roma Termini nach Civitavecchia.
Der Ort ist auch über die gleichnamige Ausfahrt an der Autobahn A12 Autostrada Azzurra von Rom nach Civitavecchia erreichbar.

## Aktuelle Situation
Das historische Burgdorf wurde in den letzten Jahren saniert. Es entstanden touristische Einrichtungen und Museen. Wegen unklarer Kompetenzaufteilung zwischen der Kommune und der Region Latium konnte die nötige Restaurierung der Burg selbst noch nicht zu Ende gebracht werden. Daher war die Burg auch im Frühjahr 2013 noch nicht zugänglich. Vom 25. April bis zum 4. Mai 2014 wurde die Burg erstmals wieder bei Führungen Besuchern zugänglich gemacht.
In der Burg soll künftig das Museo del Mare e della Navigazione Antica (Museum des Meeres und der antiken Seefahrt) untergebracht werden, das bis zum Abschluss der Renovierung provisorisch in einem Gebäude des Burgdorfes seinen Sitz hat. Im Jahre 2013 wurden einige Szenen des deutschen Fernsehfilms "Sommer in Rom" vor dem Castello Odescalchi von Santa Severa gedreht.